# The Red Hot Chili Peppers
| Críticas profissionais | Críticas profissionais |
| Avaliações da crítica  | Avaliações da crítica  |
| Fonte                  | Avaliação              |
| ---------------------- | ---------------------- |
| Allmusic               | [ 1 ]                  |
| Robert Christgau       | (A-)                   |

The Red Hot Chili Peppers é o álbum de estreia da banda estadunidense de rock alternativo Red Hot Chili Peppers, lançado em 1984. Foi produzido por Andy Gill, guitarrista do  Gang of Four. É o único álbum com Jack Sherman na guitarra.
Vendeu cerca de 700.000 cópias mundialmente.

## Antecedentes e gravação
Em outubro de 1983, o Red Hot Chili Peppers fez o seu primeiro contrato com uma gravadora. A banda tinha apenas 6 meses, quando eles fecharam um contrato com a EMI. No entanto, o guitarrista Hillel Slovak e o baterista Jack Irons também estavam em uma banda chamada What Is This?, ao qual tinham feito acordo duas semanas antes, então os dois não tocaram com a banda. O vocalista Anthony Kiedis e o baixista Flea chamaram o guitarrista Jack Sherman e o baterista Cliff Martinez para substituir.
A gravação do álbum não foi um processo suave. Andy Gill e a banda lutaram por questões criativas, com Gill direcionando-os para um som mais amigável às rádios e a convivência dos Peppers com Gill durante as gravações não foi boa. Kiedis, em sua biografia disse que ficou mal quando viu que Gill tinha escrito a palavra "merda" ao lado do título da canção "Police Helicopter" em um bloco de notas. Depois das gravações, o grupo disse que não ficou satisfeito com a produção do álbum, preferindo as versões demo que tinha gravado anteriormente com Slovak e Irons. A música "True Men Don't Kill Coyotes" foi escolhida pela banda para ser single e videoclipe.
Durante a turnê de divulgação, os Peppers continuam a estender a lista de shows e começam a tocar na costa-oeste e médio-oeste dos EUA. Eles só ganharam cerca de US$ 500 cada um na turnê. Ambos os álbuns, The Red Hot Chili Peppers e Squeezed do What Is This? não foram bem recebidos. Além disso, Kiedis, Flea e Martinez não se davam bem com Jack Sherman, que foi demitido dos Peppers e Hillel voltou ao grupo.

## Faixas
1. "True Men Don't Kill Coyotes" - 3:40
2. "Baby Appeal" (Flea, Irons, Kiedis, Slovak) – 3:40
3. "Buckle Down" – 3:24
4. "Get Up and Jump" (Flea, Irons, Kiedis, Slovak) – 2:53
5. "Why Don't You Love Me" (Williams) – 3:25
6. "Green Heaven" (Flea, Irons, Kiedis, Slovak) – 3:59
7. "Mommy Where's Daddy" – 3:31
8. "Out In L.A." (Flea, Irons, Kiedis, Slovak) – 2:10
9. "Police Helicopter" (Flea, Irons, Kiedis, Slovak) – 1:16
10. "You Always Sing the Same" (Flea, Irons, Kiedis, Slovak) – 0:19
11. "Grand Pappy Du Plenty" (Flea, Andy Gill, Kiedis, Martinez, Sherman) – 4:14

### Faixas bônus (versão remasterizada - 2003)
1. "Get Up and Jump" (demo) (Flea, Irons, Kiedis, Slovak) – 2:37
2. "Police Helicopter" (demo) (Flea, Irons, Kiedis, Slovak) – 1:12
3. "Out in L.A." (demo) (Flea, Irons, Kiedis, Slovak) – 2:03
4. "Green Heaven" (demo) (Flea, Irons, Kiedis, Slovak) – 3:50
5. "What It Is" (a.k.a. "Nina's Song") (demo) (Flea, Kiedis) – 3:57

## Créditos
Red Hot Chili Peppers
- Anthony Kiedis - vocal, guitarra rítmica
- Flea - baixo
- Cliff Martinez – bateria
- Jack Sherman - guitarra solo

Músicos Adicionais
- Keith Barry – Viola
- Gwen Dickey – backing vocals
- Patrick English – trompete
- Kenny Flood – saxofone tenor
- Phil Ranelin – trombone

Gravação
- Andy Gill– produtor
- Spit Stix– produtor (demos)
- Dave Jerden – Engenheiro de áudio
- Carolyn Collins – Engenheiro assistente
- Rob Stevens – Mixagem
- Barry Conley – Mixagem
- Greg Fulginiti – Masterização

Capa
- Gary Panter – Capa
- Edward Colver – fotografia
- Howard Rosenberg – fotografia
- Henry Marquez – direção de arte